# Ruzzano
Ruzzano è una frazione del comune di Palanzano, in provincia di Parma.
La località dista 8,82 km dal capoluogo.

## Geografia fisica
Ruzzano sorge alla quota di 578 m s.l.m. sul versante sud del monte Castellaro, sulla riva sinistra del torrente Bardea in val d'Enza.

## Origini del nome
Il toponimo della località, nota in epoca altomedievale come Rozano, ha probabile origine prediale, da Arrutius o Rutius, anche se è stato ipotizzato possa derivare dal longobardo Rozo.

## Storia
Il borgo fu fondato in epoca altomedievale; la più antica testimonianza dell'esistenza di Rozano risale all'8 marzo 991, quando la località fu menzionata in un atto di vendita di beni da parte di Prangarda, figlia del marchese Adalberto Atto di Canossa e moglie del marchese Maginfredo, al diacono della pieve di Borgo San Donnino.
Entro il XIII secolo fu eretta a servizio del borgo la primitiva cappella, menzionata per la prima volta nel 1230.
La zona, dipendente dal Comune di Parma, entrò nell'orbita del feudo di Belvedere, la cui rocca fu probabilmente edificata nei primi anni del XV secolo per volere dal signore di Tizzano Ottobuono de' Terzi; alla sua morte nel 1409, il castello fu occupato dal marchese Odoardo Pallavicino, per conto del marchese di Ferrara Niccolò III d'Este. In seguito alla cessione di Parma in cambio di Reggio Emilia nel 1420 al duca di Milano Filippo Maria Visconti, quest'ultimo nel 1441 investì nuovamente i conti Guido e Giberto Terzi del feudo di Belvedere, elevato a contea nel 1450 da Francesco Sforza.
Nel 1551, durante la guerra di Parma, la rocca fu assaltata da Camillo Rossi e la contea fu inglobata tra i domini rossiani. Nel 1666 il marchese Scipione, oberato dai debiti, fu costretto a cedere tutti i castelli appenninici in suo possesso alla Camera Ducale di Parma.
Nel XVII secolo Ruzzano fu aggregata alla giurisdizione della Valle dei Cavalieri, di cui seguì le sorti.

## Monumenti e luoghi d'interesse

### Chiesa di San Martino

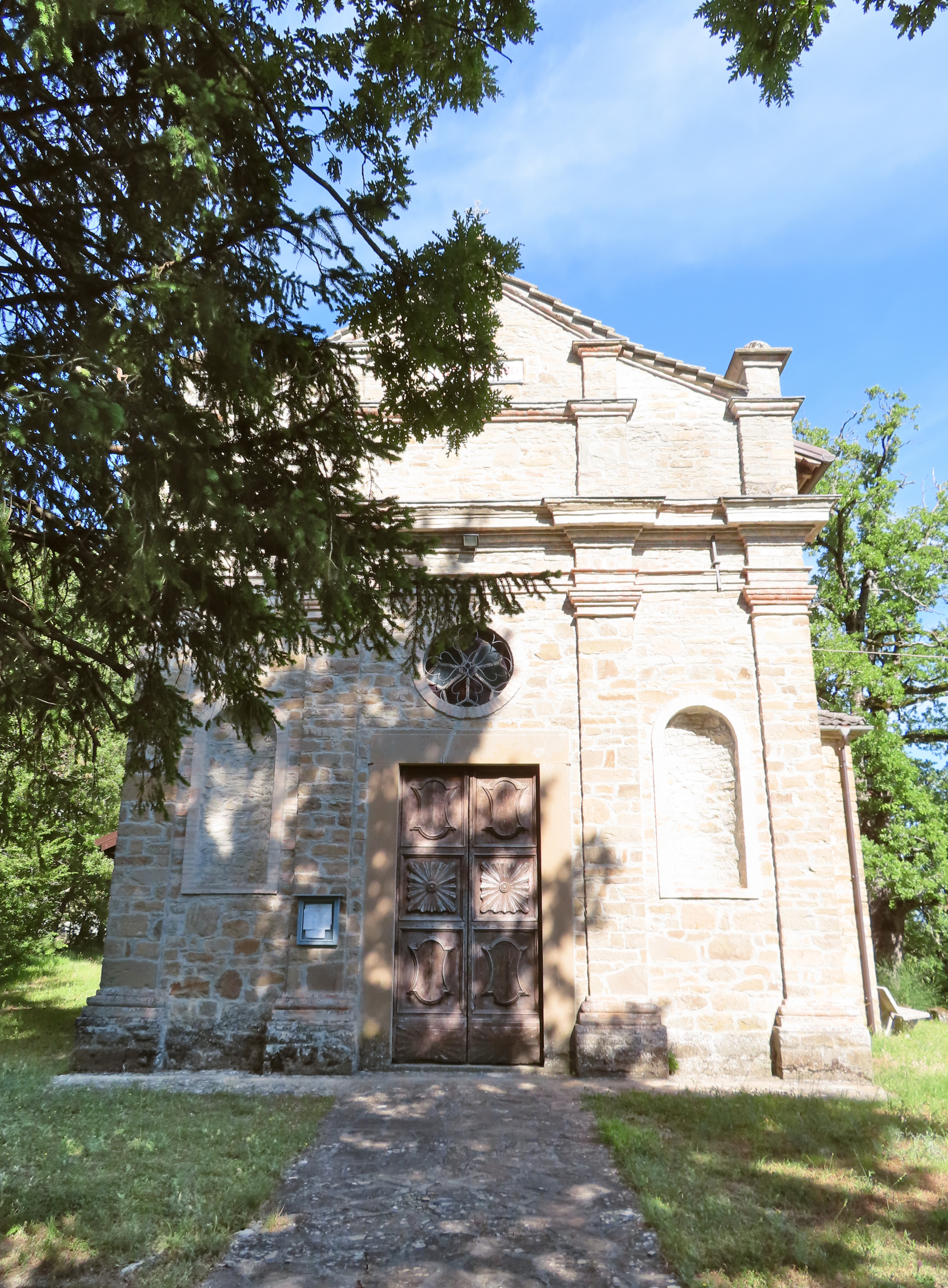
Chiesa di San Martino

Menzionata per la prima volta nel 1230, la cappella originaria fu ricostruita nel 1514 ed elevata a sede parrocchiale autonoma nel 1564; arricchita di una nuova facciata neoclassica tra il 1780 e il 1800, fu restaurata tra il 1900 e il 1920 e nuovamente intorno alla metà del XX secolo. L'edificio, sviluppato su una pianta a navata unica affiancata da una cappella per lato, presenta una facciata a capanna in pietra, suddivisa orizzontalmente da una trabeazione e tripartita verticalmente da un doppio ordine di lesene doriche; all'interno la navata intonacata, coperta da una volta a botte lunettata, è scandita lateralmente da lesene, mentre il presbiterio è rivestito in pietra sulle pareti.

### Oratorio della Madonna del Carmelo

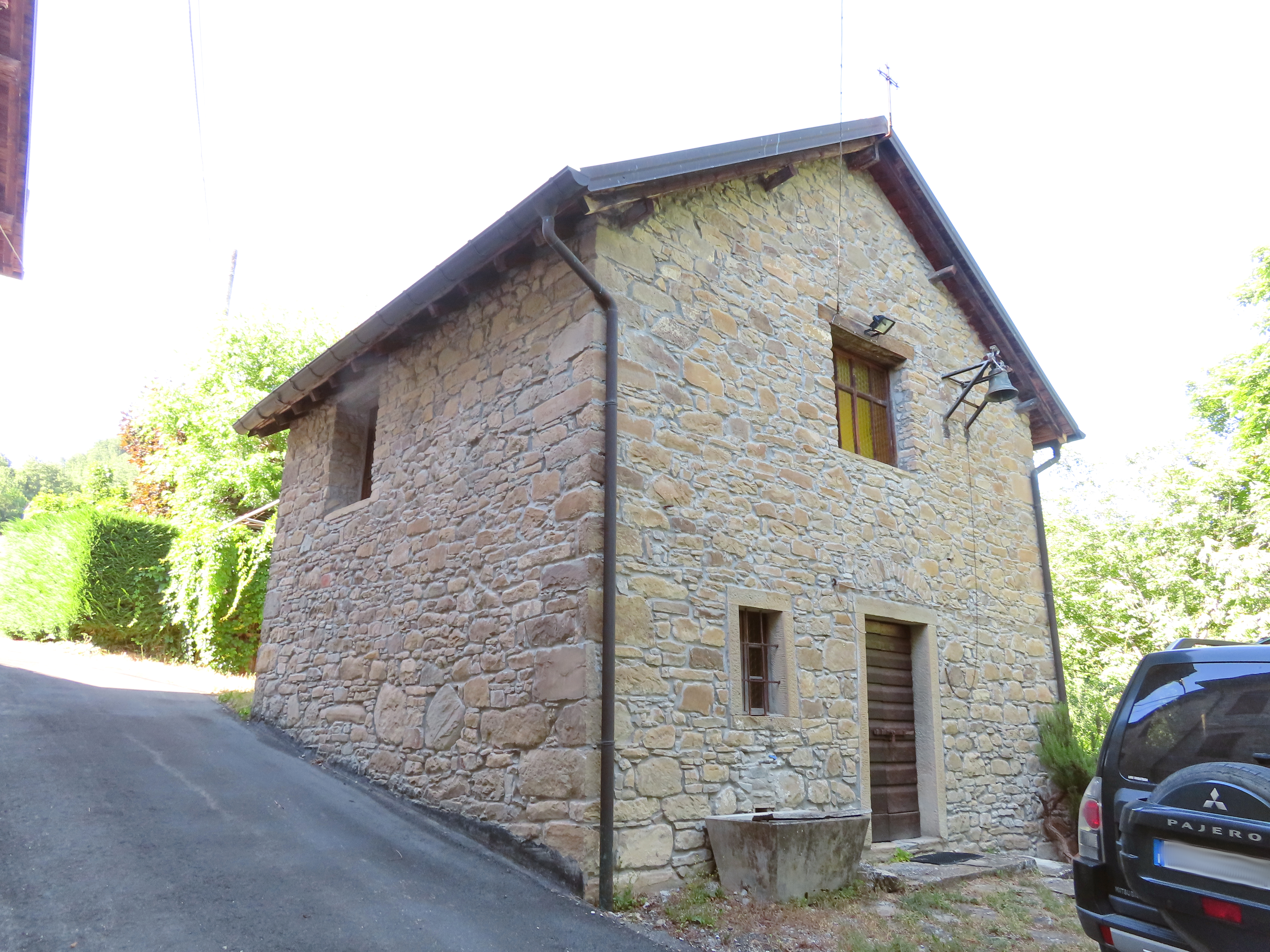
Oratorio della Madonna del Carmelo

Costruito originariamente tra il 1880 e il 1900 con funzioni di stalla, l'edificio fu ristrutturato intorno al 1990 e trasformato in luogo di culto. L'oratorio, interamente rivestito in pietra, presenta una facciata a capanna, caratterizzata dalla presenza del portale d'ingresso centrale, affiancato da una finestra sulla sinistra e sormontato da un'ampia apertura in sommità; all'interno la navata, coperta da un soffitto a due falde retto da travi lignee, accoglie sul fondo l'altare maggiore a mensa in legno.

### Corte Pini
Costruita dalla ricca famiglia Pini a partire dal nucleo originario adiacente alla strada, la struttura, situata in località Pignone, fu progressivamente ampliata con l'aggiunta del corpo perpendicolare adiacente, dell'oratorio di San Pietro nel 1692, del palazzo nel 1876 e infine dell'alto edificio a sud-est tra la fine del XIX secolo e gli inizi del XX; la corte fu interamente ristrutturata alla fine del secolo. I fabbricati, in parte destinati a uso agricolo, sono rivestiti in pietra, a eccezione del palazzo padronale intonacato; le strutture, nonostante le modifiche effettuate nel tempo, conservano alcuni antichi portali ad arco a tutto sesto in arenaria, tra cui quello principale coronato da un architrave ligneo, ristretto rispetto alle origini; il piccolo oratorio conserva alcuni quadri risalenti al XVIII secolo.

## Geografia antropica
La frazione risulta composta, oltre che dal centro principale di Ruzzano, dalle località di Case Fratta, La Valle, Magreto e Pignone.